# Piede cavo
Il piede cavo è una malformazione congenita o acquisita della volta della pianta del piede.
L'area di appoggio del piede è limitata alla parte anteriore ed al calcagno, la parte intermedia ha un contatto limitato o assente con la base di appoggio. Il calcagno si varizza e si verticalizza.
Compromette la logica dei raggi metatarsali che perdono l'allineamento fisiologico e, durante la marcia, la caduta in flessione del primo raggio sposta il carico sul 4° e/o 5°  metatarso e la modifica dei rapporti retro-avampodalici.
Il grado della patologia può essere trovato con un esame baropodometrico.
Il piede cavo è l'esatto contrario del piede piatto e può essere associato ad altre patologie.

## Classificazione
Il piede cavo può essere classificato, a seconda dell'eziologia, in piede cavo congenito (raro, già presente alla nascita), secondario (ad altre patologie) o idiopatico (non è possibile riconoscere alcuna patologia alla sua base).
Il piede cavo secondario, può essere legato a: malattie reumatiche, traumi, paralisi cerebrali infantili e neuropatie periferiche.

## Trattamento
Il trattamento può essere conservativo (esercizi di allungamento), ortesico (plantari, rialzi), o chirurgico (interventi sulle parti molli, osteotomie, artrodesi).